# Climas mediterráneos en España
| Mediterráneo continentalizado Mediterráneo litoral Mediterráneo semiárido |

Mapa de los climas mediterráneos en España

El clima mediterráneo es uno de los 4 climas de España, junto con el alpino, el oceánico y el subtropical. En la Península, se halla por todo el litoral levantino, así como las mesetas interiores y el valle del Guadalquivir. La cordillera Cantábrica la separa del clima oceánico o atlántico, zona conocida como España Verde. Las islas Baleares, Ceuta y Melilla también disfrutan de un clima mediterráneo. Abarca casi el 80% del territorio español, siendo además el país con más extensión de clima mediterráneo. 

## Climas mediterráneos

### Mediterráneo árido o subdesértico
(Bsh). Es el terreno de los climas mediterráneos y se alarga desde el Cabo de la Nao hasta Punta Sabinar al sur de Almería. Corresponde a la zona más árida de la Península y de todo el continente europeo y la precipitación del Cabo de Gata está por debajo de la media del Sahara en su conjunto. Según la fórmula de Köppen/Patton, esta zona es catalogada como un clima de estepa cálido (BSh), excepto dos enclaves, uno en Torrevieja (Alicante) y otro desde el sur de Cartagena hasta el Cabo de Gata, que presentan caracteres desérticos (BW).
La fórmula es: 
```
e = 20t + 490 - 7ppw
```

donde:
- e = necesidad de agua (mm)
- t = temperatura anual media (grados celsius)
- ppw = porcentaje de las lluvias caídas entre octubre y marzo (ambos inclusive) sobre el total anual en milímetros.

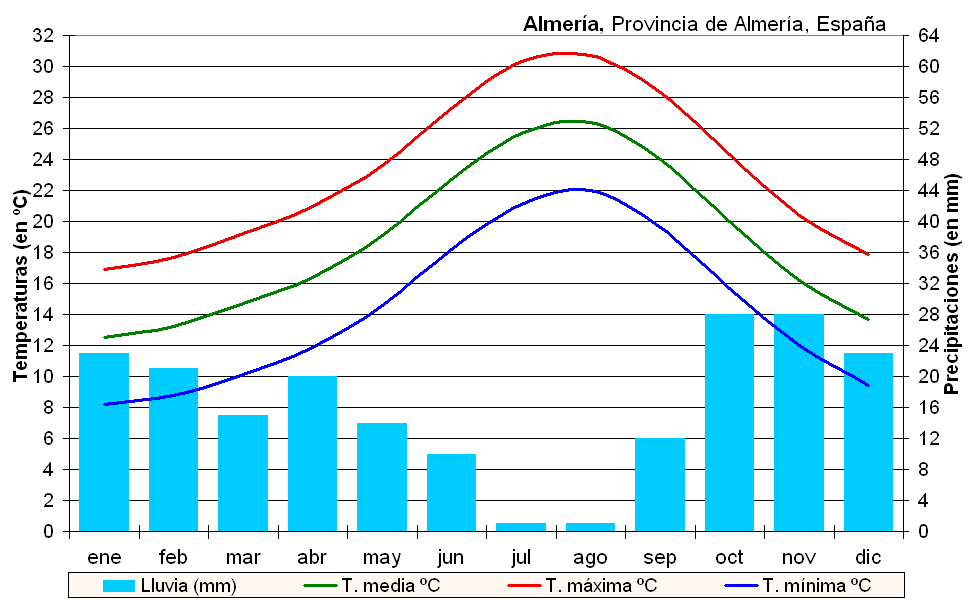
Clima de Almería (España).

Cuando las precipitaciones anuales son < e, estamos ante un clima subdesértico o estepario. Si dicho total pluviométrico es menor que la mitad de e, el clima es desértico. Veamos un ejemplo de cada:
a) Alicante tiene una temperatura media de 18 °C y sus precipitaciones anuales totalizan 335 mm, de los que 172 caen entre octubre y marzo, cantidad que representa el 51,3%. Según ello: e = 20 x 18 + 490 - 7 x 51,3 = 359,1. La necesidad de agua (359,1 mm) es superior al total de la precipitación (335 mm). Estamos ante un clima estepario (BSh).
b) Águilas (Murcia) tiene 19,1° de media y 177 mm de precipitación anual, de los que 110 corresponden al periodo referido. Tras las oportunas operaciones resulta que e = 437 mm, cantidad que duplica ampliamente la precipitación anual. Será un clima desértico (BW).
Las precipitaciones de la zona, según hemos visto, quedan por debajo de los 400 mm o incluso de los 200 mm en los enclaves más áridos. Tienen carácter equinocial, con predominio de las otoñales. Las de primavera se van debilitando en favor de las invernales según avanzamos hacia el suroeste, hacia la influencia del Atlántico. Si consideramos genéricamente como mes seco el que recibe una precipitación inferior a los 30 mm, Alicante tiene 7 meses deficitarios, Murcia 8, Cartagena 9, Almería 10, Águilas 11 y Cabo Tiñoso los 12.
La lluvia, después de largos meses de ausencia y traída por los vientos mediterráneos del este o del sureste, suele caer de forma torrencial descarnando las laderas agrietadas y desnudas de vegetación. Los vientos atlánticos del oeste y suroeste también arrastran lluvias, pero las dejan en la vertiente norte de las Béticas para alimentar los cursos altos de los ríos Sangonera, Segura y otros. El relieve es, pues determinante para la pluviosidad de la zona y también para alimentar de derrubios las llanuras costeras, donde ríos y barrancos han formado huertas de suelos profundos y feraces.